# بطولة تونس لكرة السلة للسيدات الدرجة الثانية
الدوري التونسي لكرة السلة للسيدات الدرجة الثانية هو دوري كرة سلة للدرجة الثانية للسيدات في تونس تأسس في 1956 يلعب فيه 14 فريقاً وتنظمه الجامعة التونسية لكرة السلة.

## مقالات ذات صلة
- بطولة تونس لكرة السلة للسيدات
- الجامعة التونسية لكرة السلة

## وصلات خارجية
- الموقع الإلكتروني